# Verkeersplein
Een verkeersplein in zijn huidige betekenis is een verkeersknooppunt in de vorm van een grote rotonde, vaak met verkeerslichten. Enkele knooppunten van autosnelwegen zijn nog uitgevoerd als zo'n verkeersplein. Er zijn drie varianten:
1. Gelijkvloers verkeersplein, bijvoorbeeld knooppunt Joure tot 14 oktober 2017 (NL);
2. Verkeersplein met doorgaande weg, bijvoorbeeld knooppunt Velperbroek (NL);
3. Verkeersplein met twee doorgaande wegen (zwevende rotonde), bijvoorbeeld Knooppunt Strombeek-Bever (BE) en Knooppunt Rottepolderplein (NL).

De eerste variant wordt zeer vaak toegepast bij kruisingen van drukke secundaire wegen en stadswegen.
De tweede variant wordt vaak toegepast waar een drukke secundaire weg aansluiting geeft op een autosnelweg.
De derde variant komt in Nederland en België weinig voor. Het hierboven genoemde Rottepolderplein ligt ten oosten van Haarlem en is een kruising van de A9 en de A200. De kruising van de A12 met de Brusselse ringweg R0 te Strombeek is in feite een zwevende rotonde, maar dan uitgerekt in de lengte langs de Brusselse Ring. Ook het knooppunt Cheratte, tussen de E40 en E25 nabij Luik, is een zwevende rotonde, met als specialiteit dat er afslagen aan de binnenzijde van de rotonde zijn. Op de Gentse ring R4 bij Wippelgem is een zwevende rotonde aangelegd. Overigens komt het in het Verenigd Koninkrijk vaker voor, zoals het knooppunt tussen de M60 en de M62.

Om drukke verkeerspleinen enigszins te ontlasten worden vaak extra rijstroken aangelegd zodat verkeer dat rechts afslaat dit rechtstreeks kan en niet over het verkeersplein hoeft. Deze verbindingen worden bypassen genoemd. Dit is meestal een tussenoplossing: als de intensiteit verder toeneemt moet een verkeersplein worden vervangen door een ongelijkvloers knooppunt.

## Geschiedenis
Een verkeersplein in oorspronkelijke betekenis is een kruising van wegen. Vooral op de rijkswegen zijn verschillende belangrijke verkeerspleinen. De naam plein is ontstaan doordat deze knooppunten in het verleden vaak als gelijkvloerse kruising of rotonde waren uitgevoerd.
Het eerste verkeersplein als kruising van rijkswegen in Nederland was Oudenrijn, later vervangen door in eerste instantie klaverblad en later  klaverturbine. Verkeerspleinen in snelwegen zijn tegenwoordig ongelijkvloers, men spreekt dan van een knooppunt of verkeerswisselaar (België).
Gevlochten haarlemmermeeraansluiting · Haarlemmermeeraansluiting · Halfklaverbladaansluiting · Rechts-in, rechts-uit-aansluiting · Hondenbot · Ov(at)onde · Single-point urban interchange · Verkeersplein
Berenkuil · Hondenbot · Magic Roundabout · Ov(at)onde · Stuiverknooppunt · Turborotonde · Verkeersplein